# 山入氏
山入氏（やまいりし）は、武家のひとつ。本姓は源氏。家系は清和源氏の一家系 河内源氏の傍系常陸源氏 佐竹氏の一門。新羅三郎義光の流れである。

## 概要
山入氏は、佐竹師義が山入氏を称したことに始まる。佐竹一門の中でも筆頭的存在で、佐竹本家の上杉氏からの入嗣の際も本家に対して反抗した。なお、山入一族自身は佐竹姓を利用しつづけており、その意味では山入氏という表現は不適切である。
山入氏ら佐竹庶家と佐竹本家との抗争は約100年間続いた。これを山入の乱、山入一揆という。
1490年、山入義藤・山入氏義父子は佐竹宗家の太田城を奪う。しかし、岩城常隆の支援を受けた佐竹義舜の攻撃を受け1506年に山入氏義とその子の義盛も殺され、山入氏は滅亡した。義盛の子息たちは幼少を理由に許されたという。
支流には小田野氏、国安氏、高柿氏（松平氏）などがある。

## 歴代当主
- 山入師義
刑部大輔。佐竹氏の本家で8代目佐竹氏当主である佐竹貞義の子で、9代当主佐竹義篤の弟に当たる。彼は兄が常陸本国で活躍する一方で足利尊氏に仕え西国において功績を挙げたため、山入の地を与えられた。これが山入氏のはじまりであるとされる。師義は観応の擾乱において戦死したとされるが、その後も存命したともいわれはっきりしない。子の言義が家督を継承したが早くに亡くなり、次子の与義が家督を継承した。なお、言義と師義を同一人物とする説もある[1]。言義・与義の他には自義がおり、小田野氏を興している。なお、自義は上杉氏からの入嗣に賛成している。
- 山入与義
上総介。佐竹上総入道として知られる。京都扶持衆を務めた。上杉義憲（佐竹義人）の入婿に他の庶家と共に反対し、山入一揆の中心となる。上杉禅秀の乱の際には禅秀に味方した。禅秀の乱の後は鎌倉府に帰順し、幕府の力を背景に常陸守護を務めたが鎌倉公方足利持氏による粛清の犠牲となり自刃した。子には義郷、祐義などがおり、義郷、祐義の順番で家督を継承した。
- 山入義郷
上総介。義郷の死後、家督は祐義が継承した。義郷の子孫からは高柿氏（松平氏）が興っている。
- 山入祐義
上総介。幕府から常陸守護に任じられ、持氏や義人との対立を継続した。永享の乱で持氏が滅ぼされた後も佐竹氏本家との対立は続き、義人の子の佐竹義俊と佐竹実定が争うと実定を支持するなど介入した。子には義知、義真がいる。
- 山入義知
上総介。佐竹氏本家の佐竹義治（義人の孫）は、一族を要所に配置し勢力の建て直しを図っていた（後の東家、北家、西家）。義知はそれに反発し、1478年、久米義武の居城の久米城を攻撃し、義武を戦死させたものの、義治の反撃を受け自身もまもなく戦死した。家督を継いだ義真は弟。
- 山入義真
義知の戦死後、山入氏の領土を固めるとともに佐竹氏本家との対立を継続した。子に義顕、義藤がいる。
- 山入義藤
上総介。1490年、義治が死去した隙を付いて他の庶家と共に太田城を攻撃、佐竹義舜（義治の子）を追放した。
- 山入氏義
刑部大輔。義藤の存命時は義藤としばしば行動を共にし、義舜を苦しめた。義藤の没後も山入氏の当主として義舜と戦ったが、上述のように敗れ、子の義盛と共に殺害された。
- 山入義盛
左京大夫。氏義の子。氏義と共に殺害された。
- 山入義遠
氏義、または義盛の子。
- 山入義嗣
氏義、または義盛の子。

## 一族
- 小田野氏（山入分家）
  - 小田野自義
  - 小田野義広
  - 小田野義継 - 同族の袋田義舜の子
  - 小田野義則
  - 小田野義安
  - 小田野義村
  - 小田野義正 - 義村の弟小田野義長の子
  - 小田野義房 - 義正の弟
  - 小田野義忠
  - 小田野宣忠
  - 小田野宣行
  - 小田野正興
  - 小田野忠寛 - 正興の弟
- 高柿氏（山入分家、松平氏）
  - 山入義郷
  - 山入義信
  - 高柿久高（松平定信）
  - 高柿康信（松平康信）
  - 高柿信広（松平信広）
  - 高柿信久（松平信久）
  - 高柿義就
  - 高柿義末